# Franck Fiawoo
Franck Fiawoo (né le 6 juin 1942 à Lomé et mort le 27 juin 2008 dans le 5e arrondissement de Marseille) est un footballeur togolais qui évoluait au poste d'attaquant.

## Biographie
Franck Fiawoo a commencé sa carrière en France en 1965 à l'Olympique de Marseille, arrivant de l'Étoile filante de Lomé. Il a disputé 69 matches avec l'OM et remporté la Coupe de France en 1969 (sans toutefois entrer en jeu lors de la finale).

## Clubs
- Étoile filante de Lomé  Togo
- 1965-1967 : Olympique de Marseille  France
- 1967-1968 : SC Bastia  France
- 1968-1969 : Olympique de Marseille  France
- 1969-1970 : Olympique avignonnais  France
- 1970-1971 : Étoile Sportive La Ciotat  France